# Ali Daci
Ali Daci (ur. 3 grudnia 1959 w Dacići) – jugosłowiański i czarnogórski albanista oraz działacz społeczny i polityk.

## Życiorys
Kształcił się w serbsko- i albańskojęzycznych szkołach, a po odbyciu służby w jugosłowiańskim wojsku studiował albanistykę na terenie Kosowa; w 1989 roku został nauczycielem języka albańskiego. Zaangażował się w działalność polityczną w ramach Ligi Demokratycznej w Czarnogórze pełniąc funkcję przewodniczącego jej struktur w Rožaje.
W 2019 roku został uhonorowany tytułem honorowego obywatela Pecia. Współzałożył stowarzyszenie Kosova për Sanxhakun, którego został wiceprezesem.
Autor książki pt. Shtigjet e përgjakura.

## Życie prywatne
Syn Nezira Ajdina Daciego i Begie Hysen Nilçi. Ma dziewięcioro rodzeństwa.